# فرودگاه الابرق
فرودگاه الابرق  (به انگلیسی: La Abraq Airport) یک فرودگاه همگانی و نظامی با کد یاتا LAQ است که یک باند فرود آسفالت دارد و طول باند آن ۳۶۰۴ متر است. این فرودگاه در شهر بیضا (لیبی) کشور لیبی قرار دارد و در ارتفاع ۶۵۷ متری از سطح دریا واقع شده است.

## شرکت‌های هواپیمایی و مقصدهای پروازی
| شرکت‌های هواپیمایی | مقصدهای پروازی                      |
| ----------------- | ----------------------------------- |
| ایر لیبیا         | میتیگا                              |
| بوراق ایر         | میتیگا، ملکه علیا                   |
| هواپیمایی لیبی    | برج‌العرب، بنینه، طرابلس، تونس قرطاج |